# Бреги Забочки
Бреги Забочки су некадашње насеље у саставу града Забок, Крапинско-загорска жупанија, Хрватска.

## Историја
До територијалне реорганизације у Хрватској били су у саставу старе општине Забок. 2010. године, насеље је укинуто и подељено на два нова насеља: Бреги Забочки Доњи и Бреги Забочки Горњи које је касније укинуто и припојено насељу Забок.

## Становништво
У попису становништва из 2011. године, Бреги Жабочки су имали 257 становника.
| Број становника према пописима | Број становника према пописима | Број становника према пописима | Број становника према пописима | Број становника према пописима | Број становника према пописима | Број становника према пописима | Број становника према пописима | Број становника према пописима | Број становника према пописима | Број становника према пописима | Број становника према пописима | Број становника према пописима | Број становника према пописима | Број становника према пописима | Број становника према пописима |
| ------------------------------ | ------------------------------ | ------------------------------ | ------------------------------ | ------------------------------ | ------------------------------ | ------------------------------ | ------------------------------ | ------------------------------ | ------------------------------ | ------------------------------ | ------------------------------ | ------------------------------ | ------------------------------ | ------------------------------ | ------------------------------ |
| 1857                           | 1869                           | 1880                           | 1890                           | 1900                           | 1910                           | 1921                           | 1931                           | 1948                           | 1953                           | 1961                           | 1971                           | 1981                           | 1991                           | 2001                           | 2011                           |
| 233                            | 271                            | 303                            | 315                            | 321                            | 355                            | 335                            | 292                            | 364                            | 352                            | 377                            | 322                            | 282                            | 260                            | 229                            | 257                            |

Напомена: Године 2010. укинуто и подељен на два нова насеља: Бреги Забочки Доњи и Бреги Забочки Горњи. На попису 2011. и даље је званично регистровано као јединствено насеље под истим именом.